# 하동환
- 하동환(1930년 7월 29일 ~ 2018년 5월 27일)[1]은 서울의 드럼통 버스왕이라 불리던 자동차 기술자이며 이갑부, 이거부의 매부이다. 하동환은 1954년 1월 하동환자동차제작소를 설립하여 버스를 생산하였으며[2] 이후 하동환자동차제작소는 1977년 동아자동차라는 이름으로 변경했고, 1986년 쌍용그룹에 매각하면서 쌍용자동차가 탄생했다. 이후로는 한원그룹 회장으로 지내다가 2018년 5월 27일 향년 88세를 일기로 별세하였다.